# Bruckhausen
Bruckhausen es una comuna del municipio de Hünxe en el distrito de Wesel en el Bajo Rin, en Renania del Norte-Westfalia. El distrito estuvo marcado durante muchos años por la minería.

## Geografía
Geográficamente, Bruckhausen es un pueblo independiente, ubicado a unos 5 km al norte de Dinslaken y 6 km al sur de Hünxe, con actualmente 4004 habitantes. La superficie del distrito es de 2011,7 ha. Bruckhausen es atravesado por el Mühlenbach (también conocido como Möllebeck). Al oeste del asentamiento se encuentra el lago Tenderingsseen creado por trabajos de grava. Al este del distrito se formaron escombreras debido a la extracción de hulla de la Zeche Lohberg.